# Accept
Accept — німецький хеві-метал гурт, заснований 1976 року Удо Діркшнайдером, Вольфом Гоффманом і Петером Балтесом. Їхні витоки можна віднести до кінця 1960-х років, коли група розпочала свою діяльність під назвою Band X. З роками склад Accept змінювався, до нього входили різні співаки, гітаристи, басисти та барабанщики. Поточним складом групи є Гоффман, вокаліст Марк Торнільйо, гітаристи Уве Луліс і Філіп Шоус, барабанщик Крістофер Вільямс і басист Мартін Мотніка. Особливостями музики гурту є оригінальний вокал, щільність і насиченість звуку, мелодійність і віртуозність гітарних соло. Підкреслено брутальна, агресивна ритмічна основа у поєднанні з хард-роковою, часто пронизаною класичними ходами, мелодикою гітарної партії і унікальним вокалом, визначають стиль гурту, який також називають «тевтонський рок».

## Історія

### Ранні роки 1971—1978
Група була організована в 1971 році Міхаелем Вагенером (гітара), згодом відомим продюсером, і Удо Діркшнайдером (вокал). Група під назвою Accept виникла внаслідок перейменування групи Band X, створеної Вагенером і Діркшнайдером в 1968 році і що періодично грала кавери Rolling Stones і Джимі Гендрікса в різних клубах. Назва Accept була узята по назві альбому британської блюзової групи Chicken Shack.
Група продовжувала виступати в клубах, проте про професійну кар'єру ще не йшлося. Склад групи постійно мінявся, і навіть члени групи не повною мірою пам'ятають, хто грав в ній на зорі кар'єри. У період з 1971 по 1975 роки до складу групи входили Ян Комет (гітара), Райєн Бікехоєр (бас), Біркі Хо (ударні) і інші музиканти. Вольф Хоффман вважає, що останній взагалі є вигадкою Діркшнайдера. В усякому разі, в її складі завжди був Діркшнайдер, а Вагенер залишив гурт ще в 1971 році.
Більш менш стабільний склад групи утворився тільки в 1975 році, і складався з Діркшнайдера (вокал), Вольфа Хоффмана (гітара), Герхарда Шталя (гітара), Дітера Рубаха (бас) і Франка Фрідріха (ударні). 1976 року гурт залишив басист і на його місце прийшов Петер Балтес. Цікаве те, що спочатку він був басистом зовсім не за покликанням, а по волі випадку — в тій групі, де він грав були три гітаристи, і на басу не хотів грати ніхто. Питання вирішили простим способом — Петер Балтес витягнув короткий сірник.
Цей склад вже став першим офіційним складом групи. Контракт із звукозаписуючою компанією був підписаний через чотири тижні після приходу Петера Балтеса. Потрібно відмітити, що уперше група привернула до себе увагу ще в 1975 році, коли вона, перемігши в конкурсі молодих талантів, отримала право на запис демо, проте далі за це справа не пішла.
Контракт був підписаний після виступу групи на рок-фестивалі Rock Am Rhein (Рок на Рейні) восени 1976 року, де група посіла третє місце. На групу звернули увагу представники компанії Metronome. Контракт же на повноформатний альбом з дочірнім відділенням Brain компанії Metronome Accept підписала тільки в 1977 році, після довгих прослуховувань і переговорів.
Увесь 1977 рік група гастролювала, а в 1978 році нарешті розпочала записувати дебютний альбом, який вийшов тільки в 1979 році. У листопаді 1978 року, в цілях розкручування Accept, компанія випустила EP з піснею Lady Lou. На той час гурт залишив Шталь, і прийшов Йорг Фішер.

### Початок кар'єри 1978—1981
Перший альбом групи, названий Accept досить упевнено почав підкорювати європейські чарти. Більше того, його навіть випустили в США, спочатку пробним невеликим накладом, а потім вже великим. Музика в альбомі хоча і не була повноцінним Accept-ом, який надалі став впізнаваним скрізь, але вже містила в собі відмінні риси групи: оригінальний вокал і важку щільну ритм-секцію. Після виходу дебютного альбому гурт залишив барабанщик, у зв'язку з небажанням продовжувати музичну кар'єру, і на його місце прийшов Штефан Кауфман, який був професійним барабанщиком і навіть брав участь в записі дебютного альбому, граючи в деяких місцях замість Фрідріха. Тепер група була в так званому «класичному» складі. 1979 року група записала свій другий альбом I'm a Rebel, що побачив прилавки навесні 1980 року. Альбом виявився досить успішним і видавався в різних країнах по обидві сторони Атлантики різними фірмами, в різних обкладинках. Цікаво, але єдина пісня в історії групи, вигадана не учасниками Accept, була саме «I'm a Rebel», яка вийшла на EP, і на яку був знятий кліп, і яка загалом, найбільш сприяла збільшенню продажів. Її написав Олексій Янг, старший з братів Янгів, засновників AC/DC. Можна сказати, що перед Accept вже лежало велике музичне майбутнє. Єдине, що викликало проблеми — це тексти. Ніхто з учасників групи не володів достатньою мірою англійською, і тому тексти потребували корегування, яке на перших порах проводив їх продюсер Дірк Стефенс. Третій альбом групи під назвою «Breaker» вийшов в продаж навесні 1981 року. Починаючи з цього альбому можна говорити про стиль групи Accept. Breaker вже масштабно продавався у всьому світі, проте для продажу його в англомовних країнах довелося переписати без ненормативної лексики пісню Son of a Bitch.
За результатами випуску альбому Accept провели європейське турне, з одним концертом у Великій Британії, а потім вирушили в турне як група для розігріву у «Judas Priest» і набули світової популярності. Принаймні, після цього турне ніхто не пропонував Accept виступити у когось на розігріві.
Але комерційні справи були йшли не так добре, як, здавалося б, мали йти. Що говорити, Діркшнайдер досі працював на фабриці, що належить батькам. Група найняла юриста тільки після виходу третього альбому. Загалом, можна сказати, що їх праця в гурті була деяким хобі; про гроші ніхто особливо не задумувався.

### Розквіт кар'єри 1981—1987
1982 рік ознаменувався декількома подіями. По-перше, був підписаний контракт з менеджером Габі Хауке, яка узяла у свої руки усі контакти зі звукозаписуючими компаніями, залишивши музикантам творчість. По-друге, завдяки їй був змінений імідж групи: Діркшнайдер постригся, і відтоді виступав на сцені у військовому камуфляжі з відповідними аксесуарами, що повністю відповідало тій музиці, яку виконувала група. По-третє, був підписаний контракт з Breeze Music. По-четверте, Габі вільно говорила англійською і брала активну участь в підготовці текстів (саме вона ховається під псевдонімом Deaffy на обкладинках конвертів). По-п'яте, відтоді, не без участі Габі, Accept на сцені виступав здвоєними гітарами Gibson Flying V. Цікаво, що за словами Вольфа Хофмана він рідко використав цю гітару, що стала чи не торговою маркою Accept, в студії .І, нарешті, гурт залишив Йорг Фішер. Група запросила давнього гітариста Accept Яна Комета, який, ймовірно, зіграв декілька партій на новому альбомі, і взяв участь в одному-двох виступах, а потім, сесійного гітариста для виступів Германа Франка. Все ж неясність з тим, хто записував гітарні партії зберігається, а Вольф Хоффман ухиляється від прямих відповідей. Альбом Restless and Wild вийшов в 1982 році і не мав того успіху, який мав попередній альбом, хоча його аж ніяк не можна назвати невдалим.Accept запрошували в США для турне, але вони відмовилися, не вважаючи себе готовим повною мірою, і обмежилися турне по Європі. Потім Accept перейшли під крило більшої компанії: CBS і розробили новий, такий, що здобув найбільшу популярність, логотип групи. І випустили альбом групи Balls to the Wall, що найбільш продавався. Новий альбом продовжував музичну лінію попередніх альбомів (навіть мали місце звинувачення в штампах), але з точки зору текстів він вийшов на абсолютно інший рівень. Якщо раніше тексти обмежувалися темами рок\любов\секс, іноді перемежаними містичними мотивами, то на цьому альбомі Accept торкнулися тем пригноблення людства, пошуку сенсу життя і проблем сексуальних меншин. Більшість прихильників Accept вважають цей альбом найкращим у дискографії групи. Група провела турне по Європі, повною мірою включаючи Велику Британію і в 1984 році вирушила до США, де виступала з Kiss, Motley Crue, Оззі Осборном, Saxon і іншими групами. 18 серпня 1984 року група виступила на фестивалі Монстри року в Касл-Донінгтоні. У жовтні група знову усамітнилася в студії. У групу повернувся Йорг Фішер. На той час, Вольф Хофман, Петер Балтес і Габі прийняли рішення орієнтуватися на американський ринок, і дещо пом'якшити музику.
На початку 1985 року вийшов альбом Metal Heart. Звукооператорові Дітеру Дірксу вдалося пом'якшити звук альбому, зберігши при цьому і оригінальність вокалу, і щільність звуку. Проте орієнтація на американський саунд і тексти дала про себе знати: щось типове для групи було втрачене. Але щось було і набуто. Так, на заголовній пісні була присутня оригінальна обробка п'єси «До Елізи» Бетховена, віртуозно і зі смаком виконана Вольфом Хофманом, а вступ до пісні був виконаним важкими рифами Слов'янський Марш Чайковського. Зрозуміло, що альбом став популярний в США. Було проведено турне по США, Європі, і Японії. У останній Accept приймали особливо гаряче — як і майже будь-яку метал групу. Після черги релізів, що вийшли в різних країнах, на різних лейблах, в різних форматах, випуску збірки, випуску відеокліпа, група взяла участь в організованому Діо записі диска Hear'n Aid, збір від якого спрямовували голодаючим в Ефіопії.
У 1986 році вийшов новий реліз групи — Russian Roulette, пронизаний антивоєнною тематикою. Проте повною мірою, як хотіли того музиканти, повернутися до часів Balls to the Wall їм не вдалося. Звичайно, матеріал на пластинці є відбірним хеві-метал, але впливу попереднього альбому не вдалося уникнути: музика стала комерційнішою. У групі виникли розбіжності: Вольф Хоффман і Петер Балтес хотіли продовжувати рівнятися на США, тоді як Діркшнайдер, Кауфманн і Йорг Фшер сумували по часах жорсткого швидкісного звуку. Останній офіційний концерт в такому складі група дала 1 жовтня 1986 року в Японії. Влітку 1987 року Діркшнайдер залишив гурт. Згодом їм була організована група U.D.O., і над першим її альбомом також працювали музиканти Accept.

### Закінчення кар'єри 1987—1989
Музиканти, що залишилися, почали пошуки нового співака, що має голос, який міг бути прийнятий в США, «голос якого підходитиме до комерційної музики, орієнтованої більшою мірою на мелодію, на зразок Бон Джові». Спочатку вони запросили Роба Ермітажа, проте через півроку він був звільнений, і на його місце прийшов Девід Мал. Разом з ним група кілька разів виступила, і записала альбом Eat the Heat, який мав комерційний потенціал, і навіть досяг певного успіху, але все-таки багато хто вважає його провальним. На той час з групи пішов Йорг Фішер і прийшов Джим Стейсі. Можна говорити про те, що група в такому складі майбутнього не мала: прихильники Accept надавали перевагу групі U.D.O., яка до 1989 року випустила два альбоми, а музичний матеріал альбому Eat the Heat був сумнівний. До цього додалися конфлікти усередині групи, захоплення наркотиками і алкоголем вокаліста і незлагода із здоров'ям барабанщика. Восени 1989 року група розпалася. 1990 року вийшов подвійний концертний альбом Staying a Live, що містив записи японського турне 1985 року.

### Воз'єднання 1993—1996
На початку 90-х група зібралася у складі Діркшнайдера, Хоффманна, Петера Балтеса, Кауфмана, не без ініціативи останнього, який став на той час продюсером. Возз'єднання групи обіцяло великий успіх, і очікування виправдалися: безкомпромісний, витриманий у дусі класичного Accept альбом Objection Overruled був зустрітий дуже добре в Європі і США.
Група негайно розпочала записувати новий альбом Death Row, який вийшов в 1994 році і став найважчим в історії групи, а також, на думку Діркшнайдера, найгіршим. Цьому сприяло багато чинників; одним з них був той, що на початок 90-х класична музика Accept застаріла, і якщо успіх першого альбому після возз'єднання частково зобов'язаний самому возз'єднанню, то далі потрібно було придумувати щось інше, що відповідає часу. Результатом цього було те, що фанати групи не прийняли цей альбом, як не витриманий в стилі групи, а прихильники важчої музики просто не захоплювалися групою. Половину ударних партій на цьому альбомі зіграв вже Штефан Шварцман, оскільки у Кауфмана знову проявилися ті ж симптоми, викликані хворобою.
І знову почалися давні суперечки, в якому напрямі рухатися групі. Вони не принесли ніякого результату, і група випустила новий альбом, швидше тому, що не хотіла йти на поганій ноті Death Row. Альбом Predator вийшов досить непоганим, що багато в чому повторює найкращі часи групи. На барабанах грав вже Майкл Картелоне .Проте, усі учасники дійшли висновку, що треба закінчувати історію Accept, і в червні 1996 року останній раз в офіційній кар'єрі виступили перед прихильниками в Токіо.
Проте, в 2005 році група ще раз зібралася і провела коротке турне, давши концерти в Санкт-Петербурзі, Москві і Мінську.

### Воз'єднання 2009 і прихід Марка Торнільо
У травні 2009 року Хоффманн і Балтес провели разом уікенд, граючи старі хіти Accept, де і визріло рішення відновити Accept. У обох виникло бажання знову зібрати групу. На місце вокаліста відразу ж знайшовся колишній співак американської групи TT Quick Марк Торнільо. У результаті 26 квітня 2009 року Accept провели репетиції в студії Branch (США, Нью-Джерсі) в оновленому складі Хоффманн — гітара, Петер Балтес — бас, Герман Франк — гітара, Марк Торнільо (ex — TT Quick) — вокал, Штефан Шварцман — ударні. Було ухвалено рішення записати новий альбом, що дістав назву Blood of the Nations. Його вихід в Європі був запланований на 20 серпня 2010 року, в США — 14 вересня 2010 року. Blood of the Nations побачив світ на лейблі Nuclear Blast і зайняв високі позиції в чартах. Accept провів 80 днів у літньому турі, подорожуючи понад 65 000 км і граючи для понад 450 000 слухачів. У жовтні гурт з'явився на престижному японському фестивалі LOUDPARK за межами Токіо перед 40 000 шанувальників разом з Оззі Осборном , Motörhead і Stone Sour .
На початку квітня 2012 року Accept випустили у новий повноформатний студійний альбом під назвою Stalingrad. Продюсером альбому виступив гітарист груп Sabbat і Hell Енді Сніп. 8 квітня 2013 року Вольф Хоффманн сказав чилійському Radio Futuro, що Accept почали писати новий матеріал для свого чотирнадцятого студійного альбому і «безперечно повернуться до студії, як тільки зможуть».
Accept випустили свій чотирнадцятий студійний альбом Blind Rage 15 серпня 2014 року, а під час світового турне вони вперше зіграли в Австралії.  Blind Rage став першим альбомом Accept, який дебютував на першому місці в хіт-параді їхньої країни.
28 грудня 2014 року гітарист Герман Франк оголосив, що знову залишив Accept.  Пізніше того ж дня Accept оголосив, що барабанщик Стефан Шварцманн також покинув групу. 12 квітня 2015 року Accept оголосив про нового гітариста та барабанщика, відповідно Уве Луліса та Крістофера Вільямса. 
5 червня 2015 року, перед виступом гурту на фестивалі South Park у Тампере, басист Пітер Балтес повідомив Kaaos TV, що Accept планує розпочати роботу над новим альбомом після завершення туру Blind Rage. Хоффманн заявив, що новий альбом вийде приблизно в липні або серпні 2017 року.  Як і їхні попередні три альбоми, альбом був спродюсував Енді Сніп. 16 квітня 2017 року Accept оголосив, що альбом під назвою The Rise of Chaos вийде 4 серпня.
27 листопада 2018 року басист Пітер Балтес оголосив, що залишив Accept після 42 років перебування у складі. За словами гурту, "Пітер потребував змін у своєму житті, і ми бажаємо йому всього найкращого. Він завжди буде частиною сім'ї Accept, і щоб вшанувати його данину історії музики, ми всі повинні побажати йому добра". Після відходу Балтеса Хоффманн залишається останнім учасником оригінального складу гурту. 
На бас-гітарі Балтеса замінив Денні Сільвестрі під час виступу гурту на фестивалі 70000 Tons of Metal у 2019 році. 16 квітня 2019 року Улі Джон Рот був оголошений як постійна заміна Балтеса. Через три дні Accept випустили спеціальний семидюймовий сингл під назвою «Life's a Bitch», який став їхньою першою піснею за два роки і першою без Балтеса. 
1 листопада 2019 року Accept оголосили, що Філіп Шаус, який раніше брав участь у гастролях, приєднався до групи в якості третього гітариста, перетворивши Accept на секстет. 
2 жовтня 2020 року Accept випустили «The Undertaker» як перший сингл зі свого майбутнього шістнадцятого студійного альбому Too Mean to Die, що вийшов 29 січня 2021 року. Його записали під час пандемії COVID-19 у Нешвіллі та спродюсував Енді Сніп у Великобританії. Тур на підтримку альбому розпочався 2 липня 2021 року. Гастрольний цикл Too Mean to Die триватиме майже два роки та включатиме турне по США восени 2022 року з гуртом Narcotic Wasteland, а потім європейське турне в січні та лютому 2023 року з Phil Campbell and the Bastard Sons. 

## Дискографія

### Студійні альбоми
- Accept (1979)
- I'm a Rebel (1980)
- Breaker (1981)
- Restless and Wild (1982)
- Balls to the Wall (1983)
- Metal Heart (1985)
- Russian Roulette (1986)
- Eat the Heat (1989)
- Objection Overruled (1993)
- Death Row (1994)
- Predator (1996)
- Blood of the Nations (2010)
- Stalingrad (2012)
- Blind Rage (2014)
- The Rise of Chaos (2017)
- Too Mean to Die (2021)
- Humanoid (2024)

### Відео
- I'm a Rebel (VHS), 1980, кліп.
- Balls to the Wall (VHS), 1984, кліп
- Midnight Mover (VHS), 1985, кліп
- Generation Clash (VHS), 1989, кліп
- Staying a Live (VHS), 1990, збірник
- Protectors of Terror (VHS), 1992, кліп
- Death Row (VHS), 1994, кліп
- Metal Blast from the Past (DVD), 2002, відеозбірник концертів і кліпів

### 7-дюймові сингли
| Рік  | Сингл                       | Альбом              |
| ---- | --------------------------- | ------------------- |
| 1978 | «Lady Lou»                  | Accept              |
| 1980 | «I'm a Rebel»               | I'm a Rebel         |
| 1981 | «Burning»                   | Breaker             |
| 1981 | «Starlight»                 | Breaker             |
| 1981 | «Breaker»                   | Breaker             |
| 1982 | «Fast as a Shark»           | Restless and Wild   |
| 1983 | «Restless and Wild» 7"      | Restless and Wild   |
| 1983 | «Restless and Wild» 12"     | Restless and Wild   |
| 1983 | «Balls to the Wall»         | Balls to the Wall   |
| 1984 | «Love Child»                | Balls to the Wall   |
| 1985 | «Metal Heart»               | Metal Heart         |
| 1985 | «Midnight Mover»            | Metal Heart         |
| 1985 | «Screaming for a Love Bite» | Metal Heart         |
| 1986 | «T.V.War»                   | Russian Roulette    |
| 1986 | «It's Hard to Wind Away»    | Russian Roulette    |
| 1989 | «Generation Clash»          | Eat the Heat        |
| 1992 | «I Don't Wanna Be Like You» | Objection Overruled |
| 1992 | «All or Nothing»            | Objection Overruled |
| 1992 | «This One's for You»        | Objection Overruled |
| 1993 | «Slaves to Metal»           | Objection Overruled |
| 1992 | «Bad Habits Die Hard»       | Death Row           |
| 1994 | «Hard Attack»               | Predator            |

### Максі-синглиEP
| Рік  | Сингл                 | Альбом                |
| ---- | --------------------- | --------------------- |
| 1984 | «Balls to the Wall»   | Balls to the Wall     |
| 1985 | «Midnight Mover»      | Metal Heart           |
| 1985 | «London Leather Boys» | Balls to the Wall     |
| 1986 | «Heaven is Hell»      | Russian Roulette      |
| 1986 | «Monsterman»          | Russian Roulette      |
| 1998 | «Breakers on Stage»   | All Areas - Worldwide |
| 2002 | «Rich and Famous»     |                       |

## Склад
Поточні учасники
- Вольф Гоффман — соло-гітара, бек-вокал (1976–1989, 1992–1997, 2005, 2009 – дотепер)
- Марк Торнільйо— вокал (2009 – дотепер)
- Уве Луліс — ритм-гітара (2015 – дотепер)
- Крістофер Вільямс — ударні (2015 – дотепер)
- Мартін Мотнік — бас-гітара (2019 – дотепер)
- Філіп Шаус — ритм-гітара, соло-гітара (2019 – дотепер)